# Ödön Farkas
Ödön Farkas, també de vegades Edmund Farkas (Jászmonostor, Transsilvània, Hongria, 1851 - 11 de setembre de 1912 a Cluj-Napoca) fou un compositor hongarès.
Estudià la carrera d'enginyer que simultaniejà amb la música, fins que el 1899 fou director del Conservatori de Klausenburg. Va representar diverses òperes. entre les quals hi ha A bajadér (23.8.1876 Buda), A vezeklők (1884; 1893 Cluj), Tündérforrás (1893 Cluj), Balassi Bálint (16.1.1896 Budapest), Tetemrehivás (5.10.1900 Budapest), Kurucvilág, (26.10.1906 Budapest). A més compongué altres tipus d'obres: Klara Zach (balada), Szondy (balada), una col·lecció de lieders), Nombrosos cors mixts), Virradat (obra orquestral), Estidal (obra orquestral), Alkong (obra orquestral), cinc quartets, per a instruments d'arc.